# Formação mineral Wells
A formação mineral Wells é uma formação geológica em Mineral Wells no Texas. Ele preserva fósseis que datam do período Carbonífero e consiste principalmente de xistos, arenitos e conglomerados.